# Алтурай
Алтурай — река в Седельниковском районе Омской области России. Устье реки находится в 30 км по правому берегу Шайтанки. Длина реки составляет 26 км.

## Бассейн
- Дозоров Ров лв
- Пилипов Ров лв
- Гороховый Ров лв
- Малый Алтурай пр
  - Никифорова пр
  - Большакова лв
- Семёновка лв

## Данные водного реестра
По данным государственного водного реестра России относится к Иртышскому бассейновому округу, водохозяйственный участок реки — Иртыш от впадения реки Омь до впадения реки Ишим, без реки Оша, речной подбассейн реки — бассейны притоков Иртыша до впадения Ишима. Речной бассейн реки — Иртыш.